# ساوت فیلیپسبرگ (پنسیلوانیا)
ساوت فیلیپسبرگ (به انگلیسی: South Philipsburg) یک منطقهٔ مسکونی در ایالات متحده آمریکا است که در شهرستان سنتر، پنسیلوانیا واقع شده‌است. ساوت فیلیپسبرگ ۰٫۶۷ کیلومتر مربع مساحت و ۴۱۰ نفر جمعیت دارد و ۴۳۷٫۰۹ متر بالاتر از سطح دریا واقع شده‌است.